# Jiří Křenek (spisovatel)
Jiří Křenek (2. června 1933, Velké Karlovice u Vsetína – 4. prosince 2008, Veverská Bítýška) byl český prozaik a scenárista, autor románů z poválečného Valašska.

## Život
Vyrůstal na Valašsku, kde se narodil v rodině strojníka na místní pile. V letech 1948–1950 se vyučil v Elektrotechnických závodech v Mohelnici. Následně absolvoval Školu důstojnického dorostu v Pardubicích (maturita roku 1952 a ve studiu pokračoval na Vojenské akademii v Brně (obor elektrotechnika a radarová technika), kterou úspěšně ukončil roku 1957. Poté do roku 1965 sloužil jako technik v útvarech protivzdušné obrany Československé armády. Po odchodu z armády pracoval jako redaktor v týdenících Československý voják a Tvář. Od roku 1973 byl ve svobodném povolání.

## Dílo
První povídky uveřejnil na počátku šedesátých let v časopisech Československý voják, Plamen a Květy. Knižně debutoval roku 1963 románem Chlapi o partyzánském hnutí na Valašsku. Další jeho prózy těžily ze znalosti vojenského prostředí a byly vedeny snahou o zachycení psychologických aspektů života důstojníků v provinčních posádkách. Zachytil také s humorem rázovitý svět valašské vesnice, přičemž se snažil humor skloubit se satirou. Kromě toho zachytil život na Valašsku v době kolektivizace. Je rovněž autorem rozhlasových her, knih pro děti a mnoha filmových scénářů a scénářů k televizním filmům.

### Próza
- Chlapi (1963), román o partyzánském hnutí na Valašsku.
- Zabitá neděle (1967), tři povídky z vojenského prostředí. První z nich (Zabitá neděle) je komorním příběhem armádního důstojníka v malém městě, který během jedné letní neděle prožívá pocity marnosti a banality ze svého neužitečného a promarněného života. Další dvě (Světnice číslo 2 a Integrální počet) se odehrávají v době Stalinova kultu osobnosti.
- Modrá plachetnice (1968), psychologický román z vojenského prostředí.
- Čas ozimů (1968), tři povídky (Čas ozimů, Čin a Samota) z Valašska, z doby po druhé světové válce.
- Výčep ve dvoře (1969), dvě psychologické novely (Výčep ve dvoře a Nevěsta Kristova), zobrazující mikrosvět drobných a nešťastných vyděděnců.
- Pláňata (1973), román o osudech tří dětí rázovité valašské rodiny na moravsko-slovenském pomezí na sklonku okupace.
- Vesničanka (1973), román z prostředí valašské vesnice, první část trilogie Valigurky z Kopečka.
- Dům mezi modříny (1974), román, druhá část trilogie Valigurky z Kopečka.
- Jahody na stéble trávy (1975), román, závěrečná část trilogie Valigurky z Kopečka.
- Smyčka (1975), kriminální povídka.
- Valigurky z Kopečka (1976), souborné vydání trilogie Vesničanka, Dům mezi modříny a Jahody na stéble trávy, jejíž ústřední postavou je vdova Valigurová, představitelka starých vesnických a rodových tradic, a její tři dcery.
- Čas polomů a štěpů (1976), román z prostředí horské pily.
- Večer s Maupassantem (1977), souborné vydání autorových povídek.
- Skřivánek a sova (1981), román z velkoměstského prostředí zobrazující manželskou krizi,
- Čas ozimů, polomů a štěpů (1981), román založený na knihách Čas ozimů a Čas polomů a štěpů zachycující život ve valašské vesnici v době poválečných společenských proměn (kolektivizace a cesta k socialismu na vesnici).
- Chalupa na spadnutí (1981), humoristický román z prostředí vesničky na moravsko-slovenském pomezí
- Dlouhé uši v trávě (1983), povídka pro děti, vyprávějící o osudu srnčího mláděte, kterého se ujali lidé.
- Tomáš a Markéta (1984), román z prostředí Výzkumného ústavu genetického inženýrství, pokoušející se zachytit svět nastupujícího pokolení městské technické inteligence.
- Bez ženské a bez tabáku (1987), přepis stejnojmenného televizního seriálu z roku 1980, vyprávějící příběhy tří starých kamarádů, kteří celý svůj život prožili na valašské vesnici.
- Černé ryby, siví holubi... (1988), povídka pro děti, vyprávění valašského chlapce o životě na vesnici na konci druhé světové války.
- Panenka z rákosu (1988), román navazující na román Tomáš a Markéta.

### Rozhlasové hry
- Měsíční svit (1972)
- Vyhrávala kapela (1972)
- Vesničanka (1973)
- Hrst lesních jahod (1975)
- Kapela na cestách (1976)
- Polomy (1977)
- Svatba v kapele (1978)
- Dítě v kapele (1978)
- Dovolená za babku (1979)
- Dědic ze zákona (1980)
- Hana ze Ztracence (1982)

## Scénáře

### Filmové scénáře
- Zabitá neděle (1969), filmový scénář podle vlastní stejnojmenné povídky, režie Drahomíra Vihanová.
- Kateřina a její děti (1970), filmový scénář podle vlastní trilogie Valigurky z Kopečka, režie Václav Gajer.
- Trnové pole (1980), filmový scénář, režie Otakar Kosek.
- Nos smaragdového měsíce (1984), filmový scénář podle vlastní stejnojmenné povídky, režie Václav Matějka.

### Televizní scénáře
- Nultý kilometr (1973), scénář k televiznímu filmu, režie Milan Peloušek.
- Deník psaný na vodu (1974), scénář k televiznímu filmu, režie Milan Peloušek.
- Pláňata (1975), scénář k televiznímu filmu podle vlastního stejnojmenného románu, režie Jiří Bělka.
- Měsíční údolí (1977), scénář k televiznímu podle vlastní knihy Smyčka, režie Otakar Kosek.
- Čas polomů a štěpů (1977), scénář k trojdílnému televiznímu filmu podle vlastního stejnojmenného románu, režie Otakar Kosek a Věra Jordánová.
- Bez ženské a bez tabáku (1980), scénář ke čtyřdílnému televiznímu seriálu, režie Otakar Kosek, roku 1987 autor scénář zpracoval do knižní podoby.
- Noční expres (1980), scénář k televiznímu filmu, režie Milan Peloušek.
- Dovolená na úrovni (1984), scénář k televiznímu filmu, režie Stanislav Strnad.
- Skřivánek a sova (1984), scénář k televiznímu filmu podle vlastního stejnojmenného románu, režie Vojtěch Štursa.
- Jahody na stéble trávy (1984), scénář ke čtyřdílnému televiznímu seriálu podle vlastního stejnojmenného románu, režie Otakar Kosek.
- Chalupa na spadnutí (1985), scénář k televiznímu podle vlastního stejnojmenného románu, režie Stanislav Strnad.
- Tomáš a Markéta (1988), scénář k dvoudílnému televiznímu filmu podle vlastního stejnojmenného románu, režie Otakar Kosek.
- Králíci nemají jména (1990), scénář k televiznímu filmu, režie Otakar Kosek.
- Digitální čas (1991), scénář k televiznímu filmu, režie Otakar Kosek.
- Evangelium podle Pastýřů (1992), scénář k televiznímu filmu podle vlastní povídky Čas ozimů, režie Otakar Kosek.